# Parapsilogastrus pilosus
Parapsilogastrus pilosus är en stekelart som beskrevs av John M. Heraty 2002. Parapsilogastrus pilosus ingår i släktet Parapsilogastrus och familjen Eucharitidae. Inga underarter finns listade i Catalogue of Life.